# This Is Our Punk-Rock, Thee Rusted Satellites Gather + Sing
This Is Our Punk-Rock," Thee Rusted Satellites Gather + Sing es un álbum lanzado por la banda canadiense de post-rock The Silver Mt. Zion Memorial Orchestra and Tra-la-la Band with Choir. Fue lanzado el 25 de agosto de 2003 en Europa y el 2 de septiembre de 2003 en el resto del mundo por Constellation Records.
Para este álbum, la banda creó un coro amateur con algunos amigos y colegas. Las notas del disco contienen una página con la partitura utilizada por el coro en la primera pista del álbum (la sección "fasola").
Este álbum fue creado esencialmente como un réquiem para los lugares abiertos y abandonados en Montreal (la ciudad natal de la banda), así como también para todos los lugares similares alrededor del mundo, ya sea debido al desarrollo urbano o la acción militar.

## Lista de canciones
1. "Sow Some Lonesome Corner So Many Flowers Bloom" – 16:27
2. "Babylon Was Built on Fire/Starsnostars" – 14:44
3. "American Motor Over Smoldered Field" – 12:05
4. "Goodbye Desolate Railyard" – 14:25

## Intérpretes

### The Silver Mt. Zion Memorial Orchestra and Tra-la-la Band with Choir
- Efrim Menuck – piano, guitarra eléctrica, órgano, voces.
- Thierry Amar – contrabajo, bajo.
- Sophie Trudeau – violín, voces.
- Jessica Moss –violín, voces.
- Beckie Foon – chelo
- Ian Ilavsky – guitarra eléctrica, órgano.

### Otros músicos
- Howard Bilerman – batería (en "Sow Some Lonesome Corner So Many Flowers Bloom")
- Aidan Girt – batería (en "American Motor Over Smoldered Field")
- Thee Rusted Satellite Choir – voces (en "Sow Some Lonesome Corner So Many Flowers Bloom" and "Goodbye Desolate Railyard")

### Técnicos
- Howard Bilerman – productor.
- Howard Bilerman y la banda – mezcla.
- Harris Newman – masterización